# Made in England (singolo Elton John)
Made in England è un brano composto ed interpretato da Elton John; il testo è opera di Bernie Taupin.

## Il brano
Proviene dall'album del 1995 Made in England (è l'unico brano ad avere il titolo composto da più di una parola); sul disco è unito alla prima traccia, Believe, e alla terza, House. Si tratta sostanzialmente di una canzone allegra e ritmata, completamente diversa rispetto al precedente singolo, più complesso e articolato. Il testo, pur essendo scritto da Bernie (letteralmente vuol dire Fatto in Inghilterra) è autobiografico, e parla della vita dell'Elton John adolescente: tratta quindi delle sue paure, del disagio che provava nei confronti del padre, del pianoforte (suo unico vero amico), dell'idolo e ispiratore Little Richard. La canzone è comunemente considerata un inno al Regno Unito, anche a causa della frase "I was made in England!", continuamente ripetetuta alla fine del brano. Ciò nonostante, gli ultimi due versi della strofa finale sembrano contraddire questa concezione:
Made in England è stata pubblicata come singolo nel 1995; ha conseguito una #18 UK e una #52 USA.

## I singoli
Maxi singolo 12" (UK, promo)
1. "Made in England" (Junior's Sound Factory Mix) - 10:59
2. "Made in England" (Junior's Factory Dub) - 8:34
3. "Made in England" (Junior's Joyous Mix) - 4:21

Singolo in CD (UK, promo)
1. "Made in England" - 5:10

Singolo in CD (UK)
1. "Made in England" - 4:46
2. "Can You Feel the Love Tonight" - 4:02
3. "Your Song" (live) - 4:27
4. "Don't Let the Sun Go Down on Me" (live) - 5:58

Singolo in CD (UK)
1. "Made in England" - 4:47
2. "Whatever Gets You Through the Night" (live, con John Lennon) - 4:10
3. "Lucy in the Sky with Diamonds" (live, con John Lennon) - 6:07
4. "I Saw Her Standing There" (live, con John Lennon) - 3:24

Maxi singolo 12" (USA, promo, Sinmix)
1. "Made in England" (Junior's Sound Factory Mix) - 10:59
2. "Made in England" (Junior's Factory Dub) - 8:34
3. "Made in England" (Junior's Joyous Mix) - 4:21

Maxi singolo 12" (USA, promo, Unreleased Mixes)
1. "Made in England" (Junior's Big House Mix) - 8:38
2. "Made in England" (Junior's Jungle Mix) - 6:05
3. "Made in England" (Junior's Big House Dub) - 6:15
4. "Made in England" (Junior's Massive House Dub) - 7:56
5. "Made in England" (Junior's Jungle Dub) - 4:51

Maxi singolo 12" (USA)
1. "Made in England" (Junior's Sound Factory Mix) - 10:59
2. "Made in England" (Junior's Factory Dub) - 8:34
3. "Made in England" (Junior's Joyous Mix) - 4:21
4. "Believe" (Hardkiss Mix) - 10:27

Singolo 7" (USA)
1. "Made in England" — 3:59
2. "Lucy in the Sky with Diamonds" (live, con John Lennon) - 6:00

Singolo in CD (USA, promo)
1. "Made in England" (Radio Edit) - 3:59
2. "Made in England" (Junior's Sound Factory Edit) - 5:06

Singolo in CD (USA)
1. "Made in England" (Radio Edit) - 3:59
2. "Made in England" (Junior's Sound Factory Mix) - 10:59
3. "Made in England" (Junior's Factory Dub) - 8:34
4. "Made in England" (Junior's Joyous Mix) - 4:21

Singolo in CD (USA)
1. "Made in England" (Edit) - 3:59
2. "Whatever Gets You Through the Night" (live, con John Lennon) - 4:12
3. "Lucy in the Sky with Diamonds" (live, con John Lennon) - 6:00
4. "I Saw Her Standing There" (live, con John Lennon) - 3:30
5. "Believe" (Hardkiss Mix) - 10:27